# Hampus Tullberg
Hampus Kristofer Tullberg, född den 2 november 1796 i Nöbbele socken i Småland, död den 2 februari 1876, var en svensk filolog och präst. Han var bror till orientalisten Otto Fredrik Tullberg och far till bokförläggaren Hasse W. Tullberg.
Tullberg blev student vid Lunds universitet 1816 och var redan då ansedd som skicklig orientalist. Han blev filosofie magister 1820, docent i österländska språk 1822 och adjunkt 1829. Han hade då utarbetat en hebreisk språklära (1826-27; 2:a upplagan 1835), och han utgav sedan en hebreisk textbok (1834; 3:e upplagan 1866), vilken länge användes vid de svenska läroverken. Under de följande åren förestod Tullberg flera gånger professuren i sitt ämne samt utgav bland annat språkläror för de svenska (1836), tyska (1838) och franska språken (1839).
Tullberg hade ända sedan sin första studenttid omfattat radikala åsikter i fråga om svensk rättstavning. Först sedan han 1840 lämnat universitetet för att tillträda som kyrkoherde i Stora och Lilla Slågarp blev han dock i tillfälle ge luft åt sina reformatoriska strävanden. Han utgav nu Översigt av svänska rättskrivningsläran (1841), vilken han utarbetat redan tio år tidigare. I omarbetat och utvidgat skick utkom arbetet ånyo 1862 som Svänsk rättskrivningslära, stödd på vettenskaplig grund. Båda skrifterna gick tämligen spårlöst förbi och hade inget påtagligt inflytande på den rättstavningsrörelse som följde i Sverige under 1800-talets slut. Tullberg satte i sina verk uttalet som rättstavningens högsta lag. Hans förslag omfattade bland annat att ø borde införas som tecken för slutet ö-ljud, ó för slutet o-ljud och så vidare. Det uttal han utgick från var i vissa fall det skånska, till exempel "uttrökka", "mädvetande".
Mot slutet av sitt liv utgav Tullberg Bidrag till etymologiskt lexikon över främmande ord i svenska språket (1868). Sina sista år tillbragte han tjänstledig i Lund, där han 1871 blev jubeldoktor.